# Clubiona tanikawai
Clubiona tanikawai är en spindelart som beskrevs av Ono 1989. Clubiona tanikawai ingår i släktet Clubiona och familjen säckspindlar. Inga underarter finns listade i Catalogue of Life.